# James MacArthur
James Gordon MacArthur (Los Angeles, 8 de dezembro de 1937 — Jacksonville, 28 de outubro de 2010) foi um ator estadunidense.
James MacArthur estreou no cinema em 1957 com o drama The Young Stranger, mas tornou-se conhecido ao interpretar o personagem Danny "Danno" Williams na versão original da série Hawaii Five-0 na década de 1970, além de grandes interpretações ao longo de sua carreira, na televisão e no cinema.
Faleceu na quinta-feira, dia 28 de outubro de 2010, aos 72 anos de idade.